# Sultartangalón
Sultartangarlón – jezioro na Islandii, zbiornik retencyjny w środkowym biegu najdłużej islandzkiej rzeki Þjórsá, zajmuje powierzchnię 19 km².